# Sumatinath

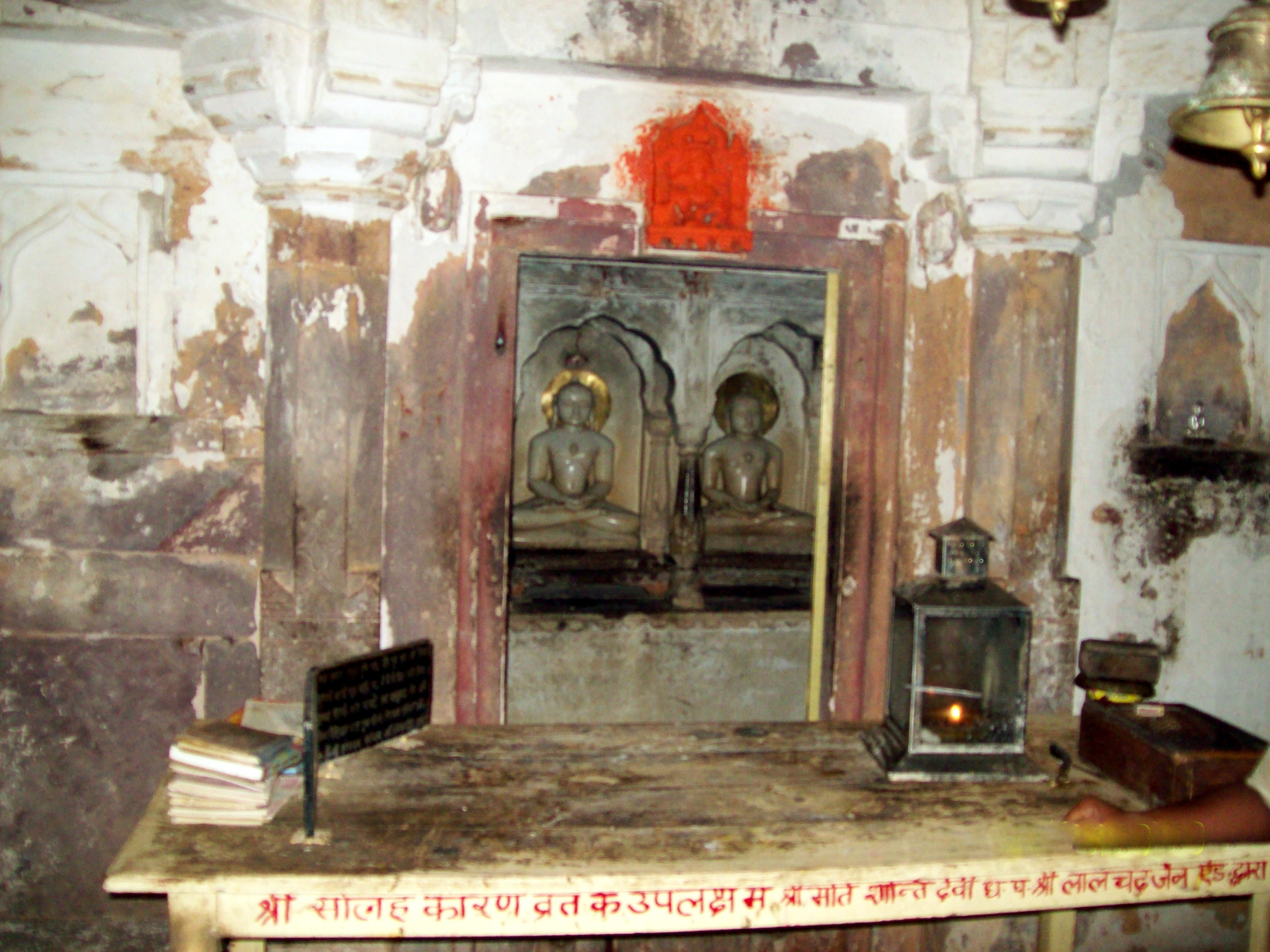
Les Maîtres Sumatinath et Sambhavanath dans un temple jaïn à Ranthambore dans le Rajasthan, en Inde du Nord.

Sumatinath  ou Sumati est le cinquième Maître éveillé du jaïnisme, le cinquième Tirthankara. Son emblème est la perdrix. Il serait né dans la région d'Ayodhya dans l'Uttar Pradesh actuel, en Inde. Comme ses prédécesseurs dans la lignée jaïne, il a brûlé son karma avant sa mort et atteint la libération, l'unité avec le Tout.